# Magnetismo

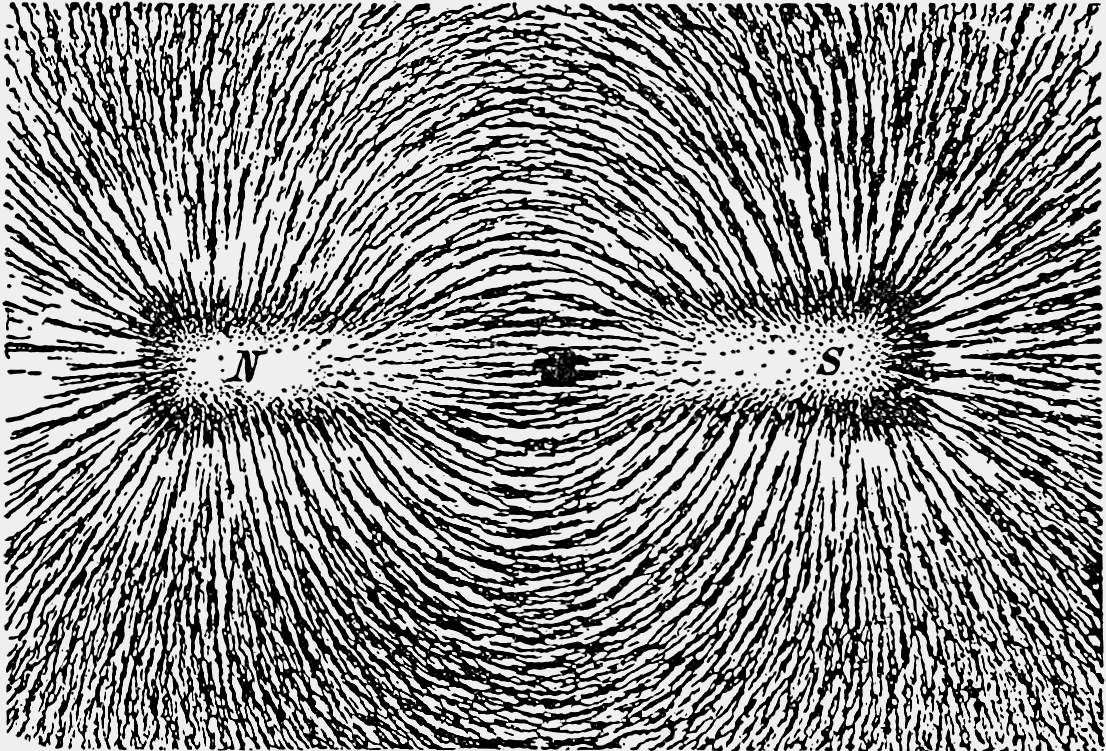
Le linee di forza di un campo magnetico generato da una calamita (evidenziate cospargendo della limatura di ferro su un foglio di carta appoggiato alla calamita).

In fisica il magnetismo è quel fenomeno per cui alcuni materiali sono in grado di attrarre il ferro nonché trasmettere tale capacità ad altri materiali.
Per estensione semantica, il magnetismo è anche la branca della fisica concernente il suddetto fenomeno. In particolare per fenomeni stazionari, ovvero non variabili nel tempo, si parla più specificatamente di magnetostatica (che presenta alcune analogie formali con l'elettrostatica allorché si sostituiscano alle distribuzioni di carica elettrica le densità di corrente elettrica).
Per fenomeni dipendenti dal tempo invece i campi elettrici e magnetici si influenzano a vicenda. Come risultato degli studi svolti durante la prima metà dell'Ottocento da Ørsted, Ampère, Faraday e molti altri, una descrizione unificata dei due campi fu ottenuta nel 1864 dallo scienziato britannico James Clerk Maxwell all'interno della teoria dell'elettromagnetismo classico ovvero l'elettrodinamica classica.

## Storia

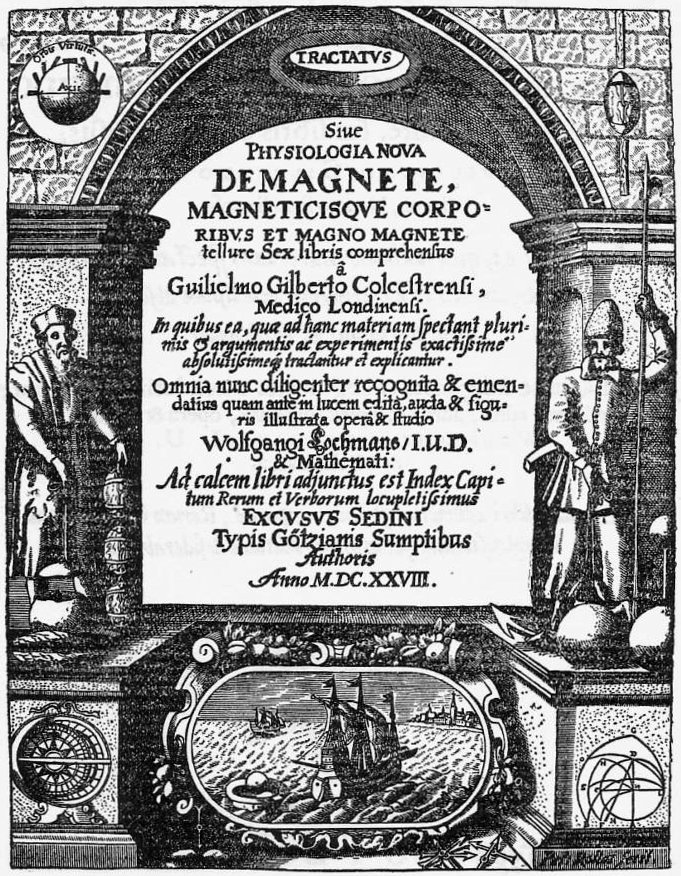
Frontespizio del De Magnete di William Gilbert.

L'esistenza di un magnetismo naturale era nota già agli antichi greci (V - VI secolo a.C.), ma probabilmente ancora precedentemente era stato scoperto nell'antica Cina dove, si dice, fosse in uso un rudimentale prototipo di bussola magnetica. Aristotele riferisce che già Talete affermava che la «pietra di Magnesia [...] avesse anima perché muove il ferro», fornendo quindi una prima teoria in materia. Pare che Archimede (287-212 a.C.) abbia cercato di magnetizzare le spade dell'esercito siracusano al fine di disarmare più facilmente i nemici. Plinio il Vecchio, nella sua Naturalis historia, attribuisce l'etimologia del termine "magnete" ad un pastore cretese di nome "Magnes", il quale scoprì casualmente le proprietà della magnetite appoggiandovi sopra il suo bastone con la punta in ferro.
Quello che è certo, comunque, è che gli antichi avevano scoperto la capacità di alcuni minerali (ad esempio la magnetite) di attrarre la limatura di ferro o piccoli oggetti ferrosi. Allo stesso modo, Tito Lucrezio Caro (99 a.C. - 55 a.C.) nel De rerum natura racconta un curioso esperimento elettromagnetico osservato a Samotracia (VI,or 1042 - 1048): «Avviene anche, talora, che da questa pietra s'allontani la natura del ferro, solita a fuggirla e seguirla a vicenda. Ho visto anche sobbalzare anelli ferrei di Samotracia, e limatura di ferra infuriare entro bronzei bacili, sotto cui fosse stato posto il magnete: tanto il ferro si mostra impaziente di fuggir dalla pietra. Per il frapporsi del bronzo si crea tanta discordia […].» Questa capacità di esercitare una forza a distanza ha dato fin dagli albori un particolare significato nei secoli al magnetismo. Tuttora nel XXI secolo si sente ancora talvolta parlare di forze magnetiche lasciando sottintendere un significato arcano e misterioso.
Il più importante studio medievale sull'argomento è certamente la "epistola de magnete" di Pietro Peregrino di Maricourt (del 1296), che tra l'altro introduce il concetto e la terminologia dei due poli (Nord e Sud) della calamita, spiega come determinarne con precisione la posizione, ne descrive le interazioni reciproche, attrattive e repulsive, e propone l'esperimento della calamita spezzata. Nel 1600 apparve il "De magnete" di William Gilbert, che rimase a lungo il testo di riferimento sul tema del magnetismo. I primi studi quantitativi sui fenomeni magnetostatici si possono far risalire alla fine del Settecento - inizio dell'Ottocento ad opera dei francesi Biot e Savart e, successivamente, di Ampère sempre in Francia.

## Descrizione

### Poli magnetici

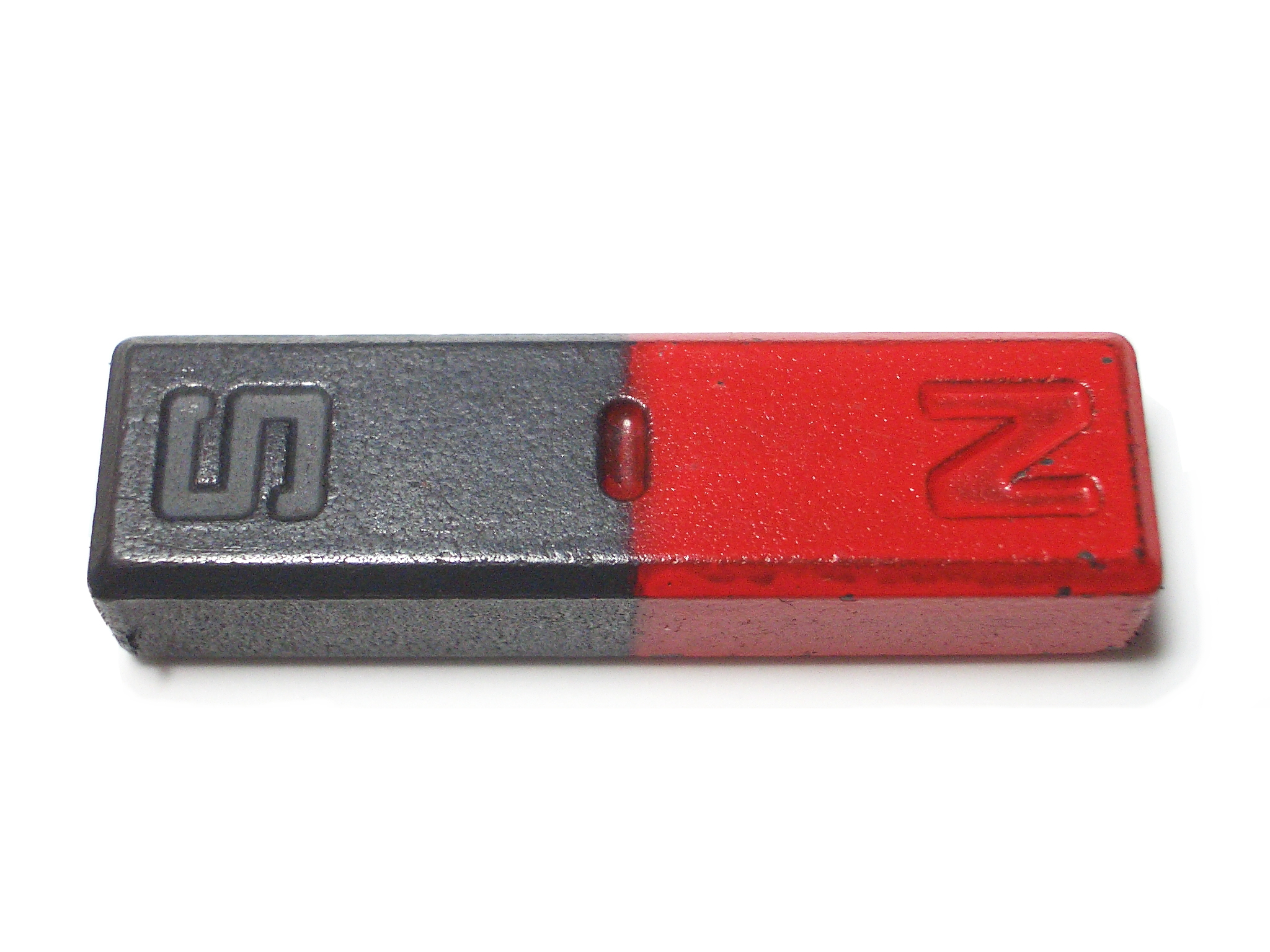
I poli magnetici ("Nord" e "Sud") di una calamita (indicati rispettivamente con le lettere "N" e "S").

Analogamente al caso elettrostatico anche nel magnetismo si individuano due sorgenti di campo di natura opposta che vengono convenzionalmente definiti poli. Come due cariche opposte si attraggono e due cariche simili si respingono lo stesso è per i poli magnetici. Usando come magnete di riferimento la Terra si parlerà allora di polo nord e sud, in particolare il polo nord geografico corrisponde grossomodo al polo sud magnetico e viceversa. Una proprietà interessante dei magneti naturali è che essi presentano sempre sia un polo nord che un polo sud. Se si divide in due parti un magnete, tentando di "separarne" i due poli, si ottengono due magneti del tutto simili (ciascuno con una coppia di poli opposti).
Poiché il processo può concettualmente proseguire all'infinito è ipotizzabile che il magnetismo naturale abbia origine nelle proprietà atomiche della materia. Considerando infatti ogni elettrone orbitale come una microscopica spira percorsa da corrente e tenendo anche conto del momento di spin si può intuire che collettivamente questi possano contribuire, in un mezzo materiale, a presentare un campo magnetico macroscopicamente osservabile. In realtà occorre tenere conto del fatto che i moti di agitazione termica tendono, in generale, a disporre casualmente tutti questi microscopici dipoli magnetici, così che normalmente l'effetto magnetico complessivo è nullo. Solo in taluni minerali, i magneti naturali, i micromagnetini si autodispongono secondo direzioni comuni formando su scala macroscopica le cosiddette regioni o domini di Weiss con dipoli tutti orientati nella stessa direzione.

### Unità di misura
Nel Sistema Internazionale l'unità di misura del campo induzione magnetica B è il tesla (simbolo T), mentre per il campo magnetico H si usa l'ampere/metro (A/m). Nel vecchio sistema cgs l'intensità del campo magnetico si misura in oersted ed il campo densità di flusso magnetico si misura in gauss mentre l'unità di misura di della forza magnetomotrice è il gilbert (GB).

### Monopoli magnetici liberi
I monopoli magnetici liberi, a tutt'oggi, non sono mai stati osservati sperimentalmente, sebbene previsti teoricamente negli anni '30 da Dirac e Majorana. Ciò conferisce una particolare proprietà alle linee di forza del campo magnetico: esse sono sempre chiuse e il flusso del campo attraverso qualsiasi superficie chiusa è nullo. Si può dimostrare che da ciò discende che il campo magnetico ha il medesimo flusso attraverso tutte le superfici che si appoggiano alla medesima curva chiusa. Un campo vettoriale con questa interessante proprietà è detto anche solenoidale. Nel settembre 2009 tuttavia, è stato isolato in una struttura molecolare cristallina, un quasi-monopolo magnetico.

### Magnetismo terrestre
Particolarmente rilevante è l'esistenza di un magnetismo terrestre. Il nostro pianeta presenta infatti un debole magnetismo (da 25 a 65 microtesla) con distribuzione del campo grosso modo equivalente a quella generata da un dipolo magnetico disposto lungo la direttrice Polo Nord - Polo Sud lentamente variabile nel tempo. Il Polo Nord magnetico è spostato di circa 1.000 km da quello geografico e si trova attualmente in territorio canadese.
La definizione di poli nord e sud è legata alla proprietà di un ago magnetico libero di ruotare senza attriti attorno al suo baricentro e di disporsi lungo le linee del suddetto campo di forze. Quanto al verso, dato che il "polo nord" è attratto dal polo opposto, il Polo Nord magnetico è fisicamente un "polo sud", in quanto attrae il polo nord dell'ago magnetizzato di una bussola.

## Magnetismo dei materiali
Un materiale sottoposto a campo magnetico esterno può avere diversi comportamenti. Di seguito i comportamenti principali. Il meccanismo fisico sottostante responsabile è la polarizzazione magnetica dei materiali.

### Diamagnetismo
I materiali diamagnetici sono caratterizzati dal fatto che in presenza di un campo magnetico esterno la magnetizzazione ha verso opposto rispetto al campo esterno, quindi questi materiali ne vengono debolmente "respinti".
Nell'esperienza comune le sostanze che manifestano un comportamento diamagnetico sono l'acqua, la maggior parte delle sostanze organiche (DNA, oli, plastiche) e alcuni metalli come il mercurio, l'oro, il rame, l'argento e il bismuto.
I superconduttori possono essere considerati diamagneti perfetti (superdiamagnetismo), in quanto espellono completamente il campo magnetico (effetto Meisner).

### Paramagnetismo
I materiali paramagnetici sono caratterizzati dal fatto che in presenza di un campo magnetico esterno la magnetizzazione ha lo stesso verso del campo esterno e quindi ne vengono attratti.
Esempi di materiali paramagnetici sono l'aria e l'alluminio.

### Ferromagnetismo

Ordinamento ferromagnetico

I materiali ferromagnetici sono caratterizzati dal fatto di magnetizzarsi molto intensamente sotto l'azione di un campo magnetico esterno e di restare a lungo magnetizzati quando il campo si annulla, diventando così magneti. Questa proprietà si mantiene solo al di sotto di una certa temperatura, detta temperatura di Curie, al di sopra della quale il materiale si comporta come un materiale paramagnetico. Per il ferro, ad esempio, questa temperatura è di circa 770 °C.

### Antiferromagnetismo

Ordinamento antiferromagnetico

I materiali antiferromagnetici sono caratterizzati dal fatto di presentare un comportamento apparente neutro sotto l'azione di un campo magnetico esterno, almeno fino ad una certa temperatura critica, detta di Néel, oltre la quale presentano un comportamento paramagnetico.
Un esempio tipico è il diossido di manganese (MnO2).
Tale comportamento è dovuto all'allineamento antiparallelo dei momenti magnetici degli atomi nel materiale, a differenza del caso ferromagnetico dove l'allineamento è parallelo, e che annulla completamente il campo esterno.

### Ferrimagnetismo

Ordinamento ferrimagnetico

I materiali ferrimagnetici hanno una struttura simile agli antiferromagnetici ma in essi l'allineamento antiparallelo dei momenti magnetici atomici non è perfetto e il campo esterno non viene annullato, producendo un comportamento analogo a quello dei materiali ferromagnetici.

### Vetri di spin
I vetri di spin hanno una distribuzione probabilistica degli spin interni per cui possono mostrare in modo casuale proprietà sia ferromagnetiche che antiferromagnetiche.